# 泉川貴広
泉川 貴広（いずみかわ たかひろ、1986年10月18日 - ）は、日本のピアニスト、作曲家、編曲家である。北海道出身。

## 来歴
大学在学中に大阪で4年間プロとして活動後、卒業と同時に単身ニューヨークへ渡米。現地のミュージシャンとセッションやバンド活動を重ねるうちに、フィルウッズカルテットのピアニストであるBill Maysと親交を深め、多大な影響を受ける。
2011年に帰国後は東京へ活動の場を移し、則竹裕之、大坂昌彦、本田珠也、向井滋春、山田穣などと共演。
8人編成のクラブ系バンド『KING COLUMBIA』の1stアルバムが全国のタワーレコード、ビレッジバンガードなどで発売され、また同バンドでフジロックフェスティバル'11に出演した。
現在、TOKUグループ、akiko、小林香織グループ、CHAKA、伊東たけしビッグバンド、大橋勇武グループのキーボード、勝田一樹&庵原良司双頭バンド、井上銘グループのレギュラーピアニストの他、相川七瀬のレコーディング、ジャズ、フュージョン、ファンク、R&B、ポップ・ミュージックのサポート、レコーディングのほか、自身のバンドを持つなど多方面で活動中。
2012年井上銘グループでNHK BS1の地球テレビ エル・ムンドに 1週間連続出演。近年は編曲、作曲等も手掛け、2012年11月より放送のハウスジャワカレーのCMの作曲、編曲、レコーディングや、2013年発売の小林香織のアルバム「アーバンストリーム」のアレンジ、打ち込みのほか、オーケストラアレンジなども手がけ、活動を広げている。
2019年にアメリカのメジャーレーベル「Ropeadope」と契約し、2020年4月10日に全曲オリジナルのフルアルバム“Life is Your Thoughts”を発売。

## ディスコグラフィー

### CD
- FACTORY（2013年7月13日）

### 作曲・編曲・演奏
- ヴィンセント・ハーリング（英語版） - Hard Times（2017年10月31日） 作曲・編曲
- MISIA - SOUL JAZZ SESSION（2017年7月26日） 演奏
- ナット・ディクソン - Made in New York City（2017年2月20日） オーケストラアレンジ
- Leah Rich - Crazy Race（2016年7月5日） 演奏